# Suérquero II da Suécia
Suérquero II   (em sueco: Sverker II; em latim: Suercherus II; c. 1164 – 1210) - também apelidado de O Jovem (Sverker den yngre) ou conhecido como Sverker Karlsson – foi rei da Suécia de ca. 1196 até sua destronização em 1208, depois de ter sido derrotado na batalha de Lena por Érico X (Erik Knutsson).                                                                                                                                                                                                                                                                                                                                                                                                                                                                                                                                                                                                                                                                                                                                                                                                                                                                                                                                                                                                                                            

Era filho de Carlos VII (Karl Sverkersson) e sua esposa Cristina de Hvide, e neto de Suérquero I (Sverker, o Velho). Cresceu e foi criado na Dinamarca.                                                                                                                   Sucedeu a Canuto I (Knut Eriksson) e foi sucedido por Érico X (Erik Knutsson). Morreu na batalha de Gestilren de 17 de julho de 1210 quando tentava retomar o trono de Érico. Está sepultado no convento de Alvastra.

O seu reinado ficou marcado por ter  beneficiado a Igreja, tendo-lhe concedido em 1200 isenção de impostos sobre as suas terras, e direito a tribunais eclesiásticos, com autoridade exclusiva para julgar os padres em casos criminais.

"O décimo sexto foi o rei Swarkir, um homem sábio e um guerreiro corajoso, que governou bem o seu reino. Mas os reis do povo mataram-no, o seu próprio companheiro fê-lo em Gestilren. E em Alvastra ele jaz. E ele será lembrado como bom."

Kunglängden (escrita por volta de 1240 pelo ”Padre de Vidhem” e anexada à Lei da Västergötland; conservada no manuscrito KB B 59 da Biblioteca Nacional da Suécia 

## Vida
Suérquero nasceu por volta de 1164, filho do rei Carlos VII e sua esposa Cristina de Hvide Em 1167, seu pai foi assassinado e seu assassino sucedeu-o como Canuto I e o infante Suérquero fugiu à Dinamarca, onde viveu com sua família materna. No país, casou-se com Benedita em 1190. Quando Canuto faleceu em 1195, regressou à Suécia e com apoio de Birger, o Sorridente, foi feito rei em 1196 sem oposição, pois os filhos de Canuto eram menores de idade.   Em seu reinado, beneficiou a Igreja, concedendo em 1200 isenção de impostos e direito a tribunais eclesiásticos.  Além disso, enviuvou em 1199 e em 1200 desposou Ingegerda, filha de Birger.
Em 1202, Birger morreu e em 1203 os filhos de Canuto, que ainda viviam na corte sueca, exilaram-se na Noruega. Em 1205, voltaram à Suécia armados e apoiados por soldados noruegueses, com a intenção de depor o rei, mas foram derrotados na batalha de Elgaros, onde todos pereceram, exceto Érico, que fugiu. Érico regressou em 1208, apoiado novamente por noruegueses e desta vez venceu o exército de Suérquero e os daneses na Batalha de Lena de 31 de janeiro e Suérquero fugiu à Dinamarca. Com apoio do rei dano Valdemar II e do papa Inocêncio III, tentou recuperar a coroa, mas foi morto na batalha de Gestilren de 17 de julho de 1210.

## Descendentes
De seu matrimônio em 1190 com Benedita, teve quatro filhos, sobre os quais sabe-se muito pouco:
- Helena. Se tornou a esposa do conde Suno Folkesson, após ser raptada por este do Convento de Vreta.[8]
- Carlos.
- Cristina.
- Margarida.

Ao casar pela segunda vez em 1200 com Ingegerda de Bjelbo teve apenas um filho:
- João. Rei de Suécia.[14]